# Sardascht
Sardascht (persisch سردشت, DMG Sar-Dašt; kurdisch Serdeşt) ist eine Stadt in der iranischen Provinz West-Aserbaidschan, die hauptsächlich von Kurden bewohnt ist. 
Der Name der Stadt setzt sich zusammen aus persisch سر, DMG sar, ‚Kopf, Haupt, Gipfel‘ sowie دشت, DMG dašt, ‚Ebene‘ und bedeutet wörtlich „auf der Ebene [liegend]“, womit die umgebende Hochebene gemeint ist. Die Stadt hat mehr als 41.000 Einwohner und befindet sich auf 1300 Metern Höhe südwestlich des Urmiasees.
Zu den Besonderheiten der Region gehört die Geravan-Mineralquelle, die für die Therapie von Hauterkrankungen genutzt wird.

## Giftgasangriff
Sardascht war die erste Stadt, die vom Irak während des ersten Golfkrieges (1980–1988) mit Chemiewaffen angegriffen wurde. Am 28. Juni 1987 wurden vier 250 kg Bomben mit Senfgas von der irakischen Luftwaffe über der Stadt abgeworfen. Dabei starben über 100 Menschen und weitere Hunderte wurden verletzt. Die Bevölkerung von Sardascht besteht überwiegend aus Kurden.